# Râul Vâna Mare, Lanca Birda
Râul Vâna Mare este un afluent al râului Lanca Birda. 

## Hărți
- Harta județului Timiș